# Ловліна Боргохайн
Ловліна Боргохайн (асс. লাভলীনা বৰগোঁহাই; нар. 2 жовтня 1997) — індійська боксерка, бронзова призерка Олімпійських ігор 2020 року.

## Любительська кар'єра
Чемпіонат світу 2018
- 1/8 фіналу:Перемогла Атейну Байлон (Панама) — 5-0
- 1/4 фіналу:Перемогла Кай Скотт (Австралія) — 5-0
- 1/2 фіналу:Програла Чень Няньцінь (Китайський Тайбей) — 0-4

Чемпіонат світу 2019
- 1/8 фіналу:Перемогла Умайма Бель Ахбіб (Марокко) — 5-0
- 1/4 фіналу:Перемогла Кароліну Кожевську (Польща) — 4-1
- 1/2 фіналу:Програла Ян Лю (Китай) — 2-3

Олімпійські ігри 2020
- 1/8 фіналу:Перемогла Надін Апец (Німеччина) — 3-2
- 1/4 фіналу:Перемогла Чень Няньцінь (Китайський Тайбей) — 4-1
- 1/2 фіналу:Програла Бусеназ Сюрменелі (Туреччина) — 0-5

Чемпіонат світу 2023
- 1/8 фіналу:Перемогла Чітлаллі Ортіз (Мексика) — 5-0
- 1/4 фіналу:Перемогла Раді Грамане (Мозамбік) — 5-0
- 1/2 фіналу:Перемогла Лі Цянь (Китай) — 4-1
- Фінал:Перемогла Кейтлін Паркер (Австралія) — 5-2

На Азійських іграх 2022, що через пандемію коронавірусної хвороби пройшли 2023 року, програвши у фіналі Лі Цянь (Китай), отримала срібну медаль.
На Олімпійських іграх 2024 перемогла Сунніву Гофстед (Норвегія) і програла Лі Цянь (Китай).